# Софиева, Айнур Мамедийя кызы
Айнур Мамедийя кызы Софиева (азерб. Aynur Məmmədiyyə qızı Sofiyeva; род. 19 июля 1970, Гах) — азербайджанская шахматистка. Международный гроссмейстер среди женщин (1991). Депутат Милли Меджлиса Азербайджана II созыва. Заместитель председателя Государственного комитета по проблемам семьи, женщин и детей. Президент федерации шахмат Азербайджана (2002—2007).

## Биография
Айнур Софиева родилась 19 июля 1970 года в Гахе. Окончила школу с золотой медалью, начав при этом заниматься шахматами сразу со второго класса. В шесть лет стала чемпионкой Гахского района по шахматам.
Имеет два высших образования. С отличием окончила факультет журналистики (1991) и юридический факультет (2001) Бакинского Государственного Университета.
В 1991 году получила звание международного гроссмейстера среди женщин.
В 1995 году награждена медалью «Прогресс» за заслуги в развитии спорта в Азербайджане.
Муж — азербайджанский футболист Юнис Гусейнов.

## Политическая деятельность
В 1995 году начала политическую карьеру, вступив в ряды правящей партии «Ени Азербайджан» («Новый Азербайджан»). В 2000 году избрана депутатом Милли Меджлиса Азербайджана. В списках партии была под № 16.
Президент Федерации шахмат Азербайджана (2002—2007).
Заместитель председателя Государственного комитета по проблемам семьи, женщин и детей (с 16 марта 2007).
Сразу же после назначения подала в отставку с поста президента Федерации шахмат Азербайджана.
Член исполнительного комитета Федерации шахмат Азербайджана (с 15 мая 2023).

## Достижения
- 1984 — становится чемпионом Азербайджанской ССР среди девушек.
- 1985 — чемпионка Азербайджанской ССР среди женщин.
- 1986 — чемпионка СССР среди девушек.
- 1986 — чемпион Девятой летней Спартакиады Народов СССР (в составе команды).
- 1989 — 2-е место в чемпионате СССР среди женщин
- 1990 — победительница отборочного турнира к Чемпионату мира среди женщин.
- 1990 — серебряный призёр Чемпионата мира среди девушек до 20-ти лет.
- 1990 — чемпионка мира среди студентов (2 золотые медали в личном и командном зачётах).
- 1990 — получает титул первого международного гроссмейстера среди мусульманских женщин.
- 1992 — 1-я доска Олимпийской сборной Азербайджана на Всемирной шахматной Олимпиаде в Маниле.
- 1993 — серебряный призёр Чемпионата мира до 26-ти лет (в составе команды).
- 1995 — Медаль «Прогресс» (5 марта 1995 года) — за заслуги в развитии азербайджанского спорта и высокие достижения на международных соревнованиях[7].
- 1998 — открыла первую заочную шахматную школу для девушек в Азербайджане.
- 2020 — Орден «За службу Отечеству» III степени (23 июня 2020 года) — за плодотворную деятельность на государственной службе[8].

## Изменения рейтинга
| Графики недоступны из-за технических проблем. См. информацию на Фабрикаторе и на mediawiki.org. |